# Baba Joon
Baba Joon é um filme de drama israelita de 2015 dirigido e escrito por Yuval Delshad. Foi selecionado como representante de Israel à edição do Oscar 2016, organizada pela Academia de Artes e Ciências Cinematográficas.

## Elenco
- Navid Negahban
- David Diaan
- Viss Elliot Safavi
- Asher Avrahami
- Elias Rafael